# Torre di Sant'Agata
La Torre di Sant'Agata (in maltese Torri ta' Sant'Agata), nota anche come Torre Rossa (Torri l-Aħmar) e talvolta come Forte Sant'Agata, è una torre di avvistamento situata sul promontorio di Marfa a Mellieħa, sull'isola di Malta, costruita tra il 1647 e il 1649 per volere del cavaliere Giovanni Paolo Lascaris. Questo bastione piuttosto ampio domina la costa settentrionale di Malta e da qui si possono scorgere le isole minori di Comino e Gozo.

## Storia
La Torre di Sant'Agata (in origine anche Torre Caura) fu costruita tra il novembre 1647 e l'aprile 1649 su progetto dell'architetto Antonio Garsin. La struttura consiste di una base quadrata con quattro torrette agli angoli, dotate di cannoni. Le mura esterne sono spesse all'incirca quattro metri e racchiudono all'interno una piccola cappella intitolata a Sant'Agata, a cui si deve il nome della struttura.

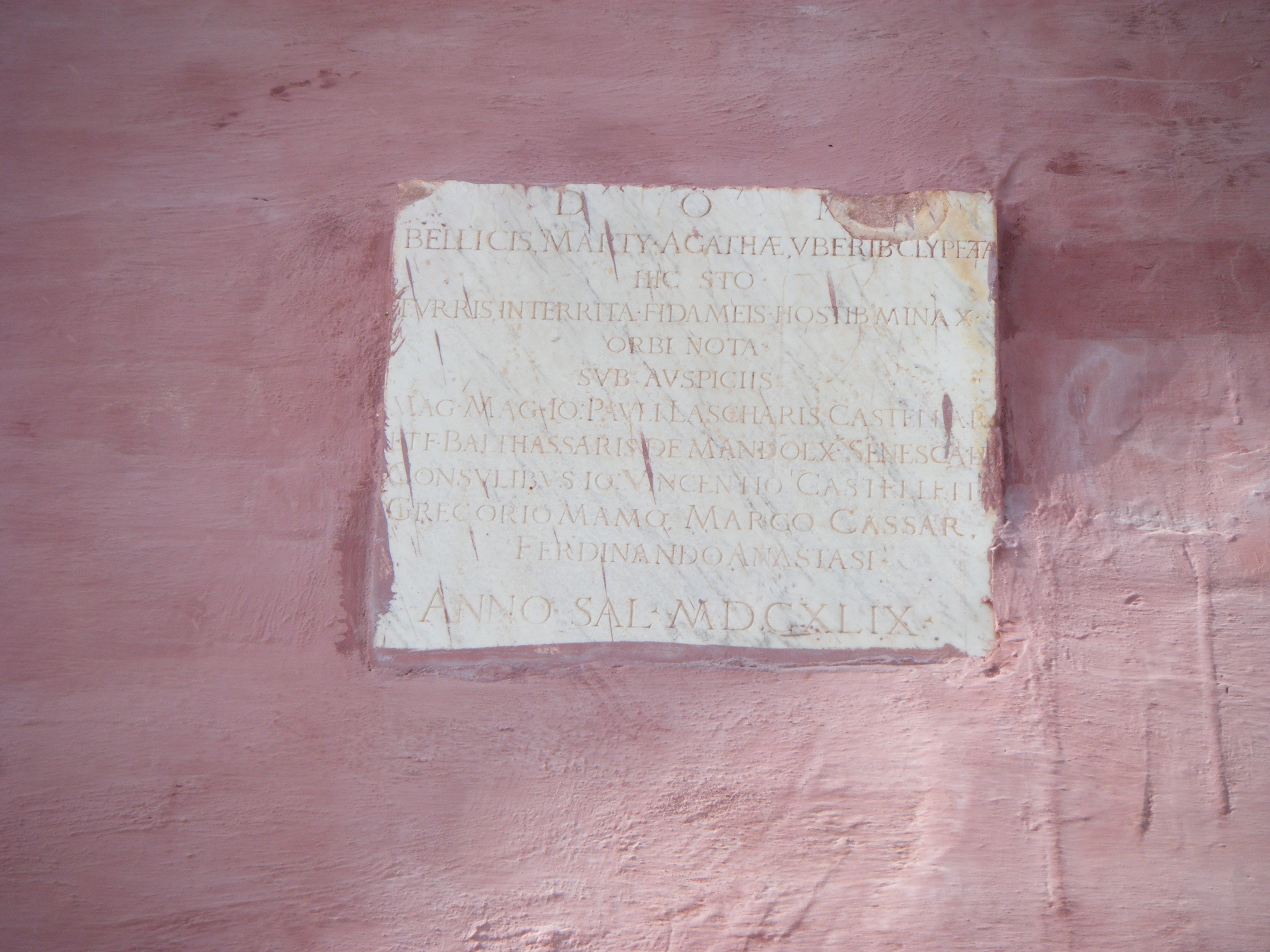
L'iscrizione del 1649

All’ingresso, una piccola targa avvisa che il luogo non gode di immunità ecclesiastica, cioè chiunque avesse commesso un crimine non avrebbe potuto rifugiarsi lì per evitare l'arresto. La targa recita anche:
A coloro che fanno la guerra, io, la Martire Agata, con i seni rimossi sto qui. Un fedele impavido della Torre e una minaccia per i miei nemici ben nota in tutto il mondo.
Sotto gli auspici del GM PauI Lascaris castellar, Fra Balthassaris de Mandolx e dei giurati del comune Vincentio Casteletta, Gregorio Mamo e Marco Cassar nell'anno 1649.
Una delle sale ospita una cisterna per l'acqua con capienza di 42 m3. L'acqua si raccoglieva dal tetto attraverso un canale che scola giù per le tubature fino alla cisterna sotterranea. Si può salire sul tetto salendo una scala a chiocciola.
La torre fu eretta sulla sommità del promontorio di Marfa, nella punta settentrionale dell'isola di Malta, per supervisionare il porto naturale (Ċirkewwa) e le isole dell'arcipelago maltese (Comino e Gozo). Si poteva anche pattugliare la baia di Mellieħa, un possibile sito di approdo per navi nemiche.
Si trattò del primo forte nella regione nord-occidentale di Malta, con una guarnigione di trenta uomini e una scorta di munizioni e viveri sufficiente per sostenere un assedio di 40 giorni. Per un certo periodo servì anche da magazzino per le scorte di due fortificazioni vicine.
Come molte delle prime strutture difensive dei Cavalieri, la Torre di Sant'Agata fu rafforzata all'inizio del XVIII secolo. Nel giugno 1722 la Congregazione della Guerra ordinò che fosse armata con cinque cannoni e che fosse presidiata da una guarnigione di quattro uomini. La torre divenne una parte essenziale della difesa dell'isola. Infatti la Congregazione di Guerra diede istruzioni che le uniche due torri dell'isola che dovevano essere negate al nemico erano la torre di San Luciano a Marsaxlokk, costruita nel 1610, e la torre di Sant'Agata. Dovevano essere presidiati rispettivamente con 40 e 30 uomini al comando di un sergente che doveva essere scelto dal comandante della zona.

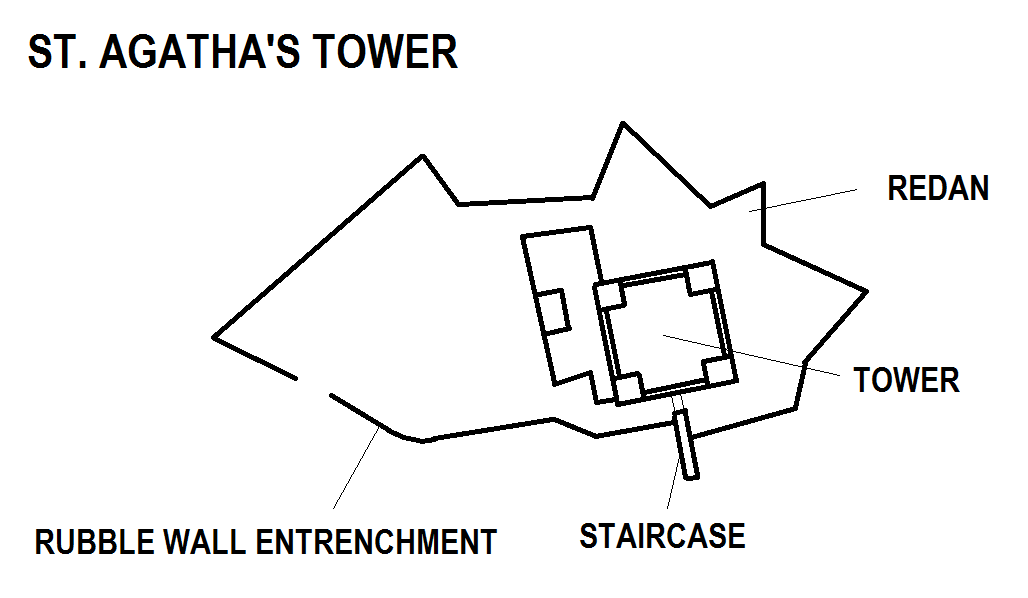
Mappa del sito in cui si nota il trinceramento dentellato

Attorno ai fianchi della torre fu realizzato un trinceramento in muratura di macerie a basso profilo, a forma dentellata (chiamata redan in francese, una stella a otto punte). Per questo motivo, durante l'assedio francese la torre fungeva anche da "ridotta" (fortificazione minore in gergo militare), simile a quella di Żabbar.
Durante la dominazione britannica mantenne la sua funzione militare e fu importante in entrambe le guerre mondiali. Successivamente fu impiegata come stazione radar dalle Forze armate maltesi. Sulla parete centrale sono scolpite una croce ed un’iscrizione con la data del 1814, graffiti che si ritiene siano stati fatti dopo o durante l’epidemia della peste del 1813-1814.
Tuttavia, sul finire del Novecento la torre versava in un pessimo stato di conservazione, specialmente perché una parte aveva subito pesanti cedimenti. L'organizzazione non-profit maltese per i beni culturali (Din l-Art Ħelwa) si occupò del restauro, durato dal 1999 al 2001 e sostenuto da ingenti finanziamenti e sponsorizzazioni di M. Demajo Group of Companies, Playmobil Malta Limited e Toly Products Limited.
La struttura è aperta al pubblico previo acquisto di biglietto e al suo interno è possibile ammirare gli ambienti originali accanto a quelli restaurati o ricostruiti. Nel 2015 la torre ha ricevuto il certificato di eccellenza di TripAdvisor.

## Note

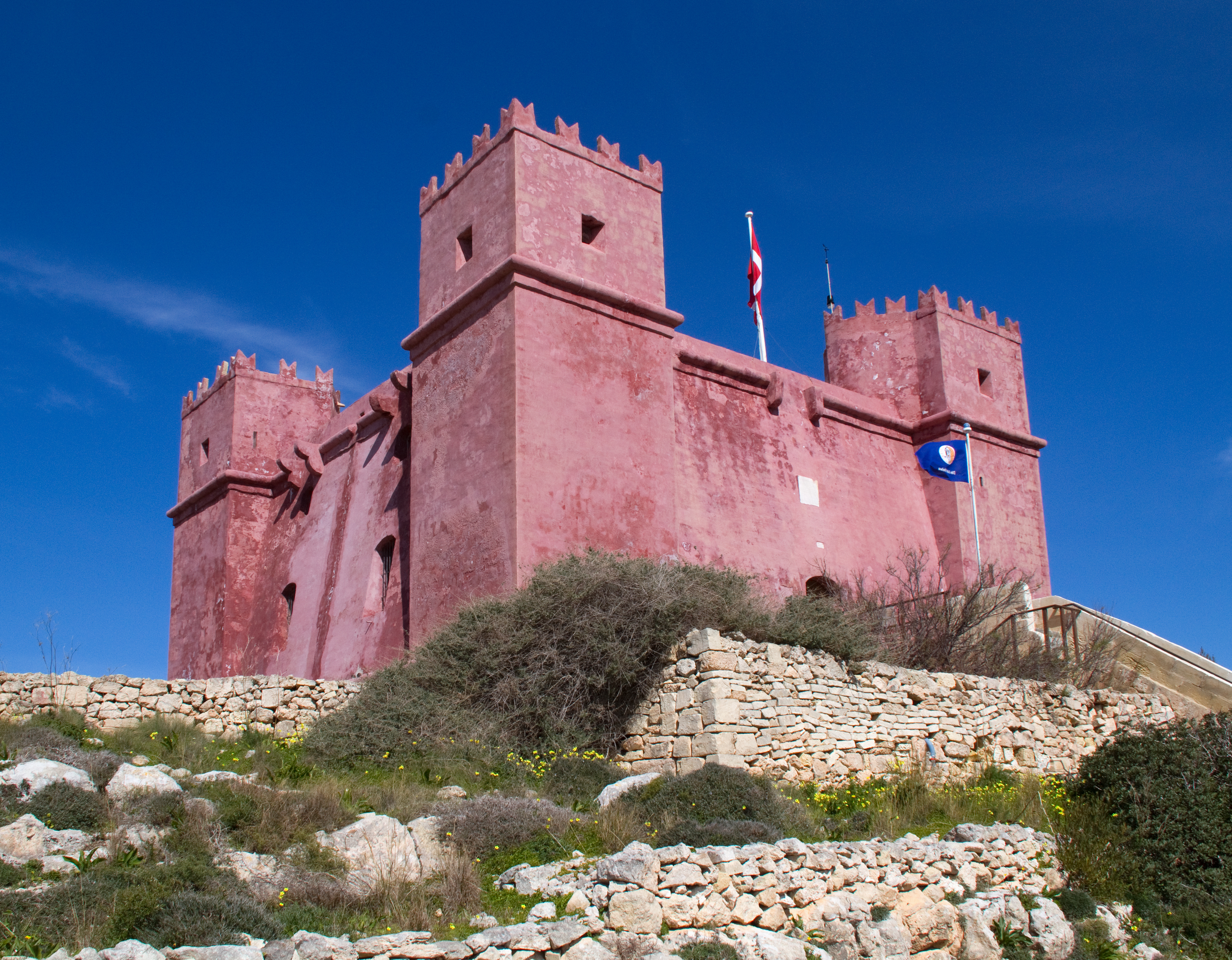
Angolo sud-ovest della torre, da cui si scorge un tratto del muro di trinceramento